# دائودخالی
دائودخالی (به لاتین: Daudkhali) یک روستا در بنگلادش است که در استان باریسال و در ناحیه پیروج‌پور واقع شده‌است.